# Wiktor z Damaszku
Wiktor z Damaszku, cs. Męczennik Wiktor Damasskij – żołnierz cesarstwa rzymskiego, męczennik i święty prawosławny.

## Żywot świętego
Wiktor żył w II wieku, za panowania cesarza Marka Aureliusza. Cesarz ten tolerował prześladowania chrześcijan, których uważał za wrogów państwa.
Męczeńska śmierć świętego Wiktora związana jest rozkazem cesarza, zgodnie z którym każdy żołnierz musiał złożyć ofiarę rzymskim bogom. Miała to być próba wierności cesarzowi oraz państwu, a także celem jej było wskazanie chrześcijan wśród żołnierzy armii rzymskiej. Święty Wiktor nie podporządkował się rozkazowi cesarza, za co został uwięziony i poddany torturom (między innymi został wrzucony do gorącego pieca oraz gotującego się oleju). Według podań dzięki pomocy Boga przeżył tortury. Przyczynił się również do nawrócenia na chrześcijaństwo wróżbity, zaś dzięki swoim modlitwom przyczyniał się do odzyskiwania wzroku przez niewidomych żołnierzy (pod wpływem cudownych uzdrowień miała się nawrócić Stefanida, żona jednego z żołnierzy; za publiczne wyznanie wiary w Chrystusa została skazana na śmierć).
Po przeżyciu tortur, święty Wiktor został skazany na śmierć przez ścięcie mieczem. Rozkaz wykonano w Damaszku między 161 a 180 rokiem. Tu też znajdują się jego relikwie.

## Kult
Cerkiew prawosławna wspomina męczennika Wiktora 11/24 listopada, tj. 24 listopada według kalendarza gregoriańskiego.
Ikonografia
Święty Wiktor w ikonografii przedstawiany jest jako młody mężczyzna z zarostem oraz kasztanowymi włosami. Ma na sobie zbroję, przez którą przerzucony jest czerwony płaszcz. W prawej dłoni trzyma uniesiony krzyż prawosławny, w lewej zaś pikę lub miecz.